# Говард, Бернард, 12-й герцог Норфолк
Бернард Говард (англ. Bernard Howard; 21 ноября 1765, Шеффилд, Йоркшир, Англия, Великобритания — 16 марта 1842) — британский аристократ, 12-й герцог Норфолк, 10-й граф Норфолк, 12-й граф Суррей и граф-маршал с 1815 года. Кавалер ордена Подвязки.

## Биография
Бернард Говард родился 21 ноября 1765 года в Шеффилде (Йоркшир). Он принадлежал к младшей ветви аристократического рода и был старшим сыном Генри Говарда и Джулианы Молейнс, дочери сэра Уильяма Молейнса, 6-го баронета. Прапрадедом Бернарда был Генри Фредерик Говард, 22-й граф Арундел (1606—1652). После смерти кузена Чарльза Говарда, 11-го герцога Норфолка, не оставившего законного потомства, Бернард Говард унаследовал титулы и владения старшей ветви и занял место в Палате лордов как 12-й герцог Норфолк и 7-й граф-маршал Англии (1815).
Ревностный католик, как и большинство членов его семьи, Говард решительно поддерживал католическую эмансипацию и оскорбил своих соседей-протестантов, устроив банкет в честь принятия Закона об эмансипации католиков 1829 года. Он был известен как Сварливый герцог.
В 1803 году Говард был избран иностранным почётным членом Американской академии искусств и наук. В 1830 году он стал членом Тайного совета Великобритании, в 1834 — кавалером ордена Подвязки.
Бернард Говард умер в 1842 году в возрасте 76 лет. Он похоронен в часовне Фитцалан в замке Арундел (Сассекс).

## Семья
23 апреля 1789 года Бернард Говард женился на Элизабет Беласис, дочери Генри Беласиса, 2-го графа Фоконберга, и Шарлотты Лэмб. В этом браке родился единственный сын Генри Говард, 13-й герцог Норфолк (1791—1856).